# Malaltia crònica
Una malaltia crònica és una malaltia que dura molt temps o per tota la vida.
Les malalties cròniques són malalties que no posen en risc la vida de la persona a curt termini, de manera que no són emergències mèdiques. Tanmateix, poden ser gravíssimes, i algunes d'elles, com per exemple determinats tipus de càncer, causen una mort segura. Les malalties cròniques també inclouen tots els trastorns en què un símptoma existeix contínuament i, tot i que no posen en risc la salut física de la persona, són extremament incòmodes, pertorbant la qualitat de vida i les activitats dels malalts. Aquest últim cas inclou les síndromes doloroses.
Moltes malalties cròniques són asimptomàtiques o gairebé asimptomàtiques gran part del temps, però es caracteritzen per episodis aguts perillosos i/o molt incòmodes.
Les malalties cròniques de tipus infecciós són causades sovint per organismes invasors amb els quals ja s'ha arribat a un equilibri. Als virus, bacteris i paràsits no els interessa matar el seu hoste massa ràpidament, car això els reduiria les possibilitats de passar a altres hostes. Així, a vegades apareixen malalties infeccioses de mort ràpida i mortalitat elevada, com l'Ebola, però mai no aconsegueixen establir-se perquè tots els individus susceptibles moren en pocs dies, abans de poder estar en contacte amb molts altres. Malalties com la sida, en canvi, són extremament eficaces a causa del llarg temps que triguen a matar l'hoste. Des del punt de vista de l'organisme, el millor allotjament és romandre al cos de l'hoste sense causar-li gaire danys fins a poder infectar una nova generació sense defenses. És el que fa la varicel·la. El virus ataca els infants, produint-los la síndrome aguda característica, però després de la "cura" el virus roman, en tots els casos, als nuclis nerviosos dels nervis sensitius, sense ser detectat ni estar actiu. A la vellesa, amb la lleugera immunodeficiència que acompanya l'edat avançada, sovint reapareix en forma de zòster, una infecció dolorosa però no perillosa que acompanya els nervis perifèrics. Les zones cutànies amb zòster són extremament infeccioses, permetent el pas perpetu del virus de la gent gran als infants indefensos, sense requerir grans poblacions d'infants que es transmetin els virus els uns als altres, com altres virus infantils.

## Exemples de malalties cròniques
- Síndrome de fatiga crònica, fibromiàlgia
- Hepatitis crònica
- Malalties autoimmunitàries, com la colitis ulcerosa, lupus eritematós
- Algunes malalties cardiovasculars: hipertensió arterial, insuficiència cardíaca crònica, cardiopatia isquèmica, ateroesclerosi
- Algunes malalties dermatològiques: psoriasi, dermatitis seborreica, dermatitis atòpica
- La majoria de malalties genètiques (una petita part es caracteritza per episodis aguts)
- Algunes malalties genitourinàries: hiperplàsia benigna de pròstata
- Algunes malalties infeccioses com la SIDA, tuberculosi, lepra o sífilis
- La majoria de malalties metabòliques i endocrines: diabetis mellitus, obesitat, hipotiroïdisme
- La majoria de malalties neurològiques: malaltia d'Alzheimer, malaltia de Parkinson
- Càncer
- Insuficiència renal crònica
- Malalties respiratòries cròniques: malaltia pulmonar obstructiva crònica, asma
- Malalties reumatològiques: artritis reumatoide, artrosi, osteoporosi